# 4880 Tovstonogov
4880 Tovstonogov је астероид главног астероидног појаса чија средња удаљеност од Сунца износи 2,672 астрономских јединица (АЈ).
Апсолутна магнитуда астероида је 12,1.